# نتريد الكالسيوم
 نتريد الكالسيوم  مركب كيميائي له الصيغة Ca3N2، ويكون على شكل بلورات حمراء بنية.

## الخواص
- يتفاعل نتريد الكالسيوم مع الماء في تفاعل حلمهة حيث يتشكل الأمونياك وهيدروكسيد الكالسيوم.

Ca3N2 + 6 H2O → 3 Ca(OH)2 + 2 NH3
- يمتص نتريد الكالسيوم غاز الهيدروجين عند درجات حرارة تفوق 350°س.[3]

Ca3N2 + 2 H2 → 2 CaNH + CaH2

## البنية
لمركب نتريد الكالسيوم عدة أشكال، أكثرها توافراً هو الشكل ألفا α-Ca3N2، والذي له بنية معاكسة للبكسبيت bixbyite المشابه لبنية Mn2O3، أي أن مواقع الأيونات تكون متعاكسة، حيث تحل أيونات الكالسيوم (2+Ca) موقع الأكسيد (O2−)، وتحل أيونات النتريد (N3−) مكان أيونات المنغنيز (3+Mn).

## التحضير
ينتج نتريد الكالسيوم كناتج ثانوي عند حرق فلز الكالسيوم في الهواء بجانب الناتج الرئيسي وهو أكسيد الكالسيوم. كما ينتج من التفاعل المباشر للعناصر المكونة عند درجات حرارة مرتفعة.
3 Ca + N2 → Ca3N2